# Meteorologia spaziale
La meteorologia spaziale è quella scienza che studia le perturbazioni dello Spazio interplanetario, causate dai fenomeni solari e dal vento solare, che avvengono nella magnetosfera e nella ionosfera, fenomeni che possono influenzare il funzionamento e l'affidabilità di sistemi tecnologici nello spazio e sulla Terra. A differenza della "meteorologia tradizionale" che si concentra sullo studio e l'analisi di fattori atmosferici quali temperatura, umidità, pressione e vento, la meteorologia spaziale rivolge la sua attenzione alla variazione del plasma presente nello spazio esterno, ai campi magnetici e alle radiazioni nello Spazio.